# Шахматов, Семён Семёнович
Семён Семёнович Шахматов (22 января 1915 — 29 декабря 1981) — командир стрелкового взвода 630-го стрелкового полка 388-й стрелковой дивизии 15-й армии 2-го Дальневосточного фронта, лейтенант. Герой Советского Союза.

## Биография
Родился 9 января 1915 года в деревне Харино Томской губернии (ныне Искитимского района Новосибирской области) в крестьянской семье. Окончил 4 класса. Работал забойщиком на Листвянских угольных шахтах.
В Красную Армию призван на срочную службу Черепановским районным военным комиссариатом Новосибирской области в 1936 году. Служил на Дальнем Востоке. В 1942 году окончил Куйбышевское военно-пехотное училище и вновь продолжил службу на Дальнем Востоке. Член ВКП(б) с 1943 года.
Участник советско-японской войны 1945 года. Командир взвода 630-го стрелкового полка лейтенант Семён Шахматов с вверенным ему взводом 9 августа 1945 года был назначен в десант и получил боевую задачу по захвату китайского города Фуюань на южном берегу Амура. На рассвете 9 сентября катера Амурской военной флотилии высадили десантников прямо в черте города. Кроме взвода Шахматова, в атаку шли взвод станковых пулемётов и сапёры, с северного берега их поддерживал огонь многочисленной советской артиллерии и «катюш». Взвод под командованием С. С. Шахматова уничтожил два японских дзота. Сам лейтенант получил ранения в обе ноги, но остался в строю, пока последний дзот не был захвачен. К вечеру 9 августа Фуюань был полностью освобождён, советские войска начали стремительное наступление в глубину Маньчжурии. Только тогда потерявший сознание С. С. Шахматов был эвакуирован через Амур на советский берег.
Указом Президиума Верховного Совета СССР от 8 сентября 1945 года за образцовое выполнение боевых заданий командования на фронте борьбы и проявленные при этом мужество и героизм лейтенанту Шахматову Семёну Семёновичу присвоено звание Героя Советского Союза с вручением ордена Ленина и медали «Золотая Звезда».
С 1947 года старший лейтенант С. С. Шахматов — в запасе, вернулся на родину. Окончил курсы горных техников. До 1970 года трудился на Листвянских шахтах: начальник пожарно-сторожевой охраны, директор подсобного хозяйства. Затем ещё много лет был председателем исполкома Линёвского поселкового совета депутатов.
Скончался 29 декабря 1981 года. Похоронен в посёлке городского типа Линёво (Искитимский район, Новосибирская область).
Бюст Героя установлен на Аллее Славы в городе Искитим Новосибирской области, портрет — на Аллее памяти города Черепаново Новосибирской области.